# Bardish Chagger
Bardish Chagger, née le 6 avril 1980 à Kitchener, est une organisatrice communautaire et femme politique canadienne.
Depuis les élections fédérales d'octobre 2015, elle est députée à la Chambre des communes de la circonscription de Waterloo sous la bannière du Parti libéral du Canada.
De 2015 à 2021, elle occupe plusieurs postes ministérielles dans le gouvernement de Justin Trudeau.

## Biographie
Née le 6 avril 1980 à Kitchener en Ontario, Bardish Chagger est candidate du Parti libéral du Canada dans la circonscription de Waterloo lors des élections fédérales canadiennes de 2015. Le 19 octobre 2015, elle est élue députée à la Chambre des communes avec 49,71 % des voix et une majorité de 10 434 voix sur le candidat conservateur et député sortant de la circonscription Kitchener—Waterloo, Peter Braid (en). Le 4 novembre 2015, elle est nommée ministre de la Petite Entreprise et du Tourisme dans le premier conseil des ministres du gouvernement de Justin Trudeau.
Le 19 août 2016, elle est nommée leader du gouvernement à la Chambre des communes au sein du gouvernement Trudeau, la première femme à occuper cette dernière fonction,. Elle occupe ce poste jusqu'en novembre 2019.
Elle conserve son poste de ministre de la Petite Entreprise et du Tourisme jusqu'en novembre 2018. De 2019 à 2021, elle est ministre de la Diversité, de l'Inclusion et de la Jeunesse.
Elle est réélue en 2019, 2021 et 2025.